# 발화
발화(發話, énoncé)는 언어학과 언어 철학에서 대다수 현대적 분석의 기본 언어 단위(unité)이다. 발화는 구체적인 소통의 틀에서 발화를 하는 행위인 발화 행위(acte d’énonciation)와 구분된다.
발화는 언어를 음성으로 표현하는 것을 의미한다. 발화는 인식이 표출, 출현하는 작용이며, 음성으로 나타난다. 「너」,「나」,「가다」,「멈추다」 등은 자기의 인식(意識)을 확인하기도 하는 발화인 것이다.

## 같이 보기
- 발성
- 언어행위